# Orchestra Filarmonica di Hong Kong

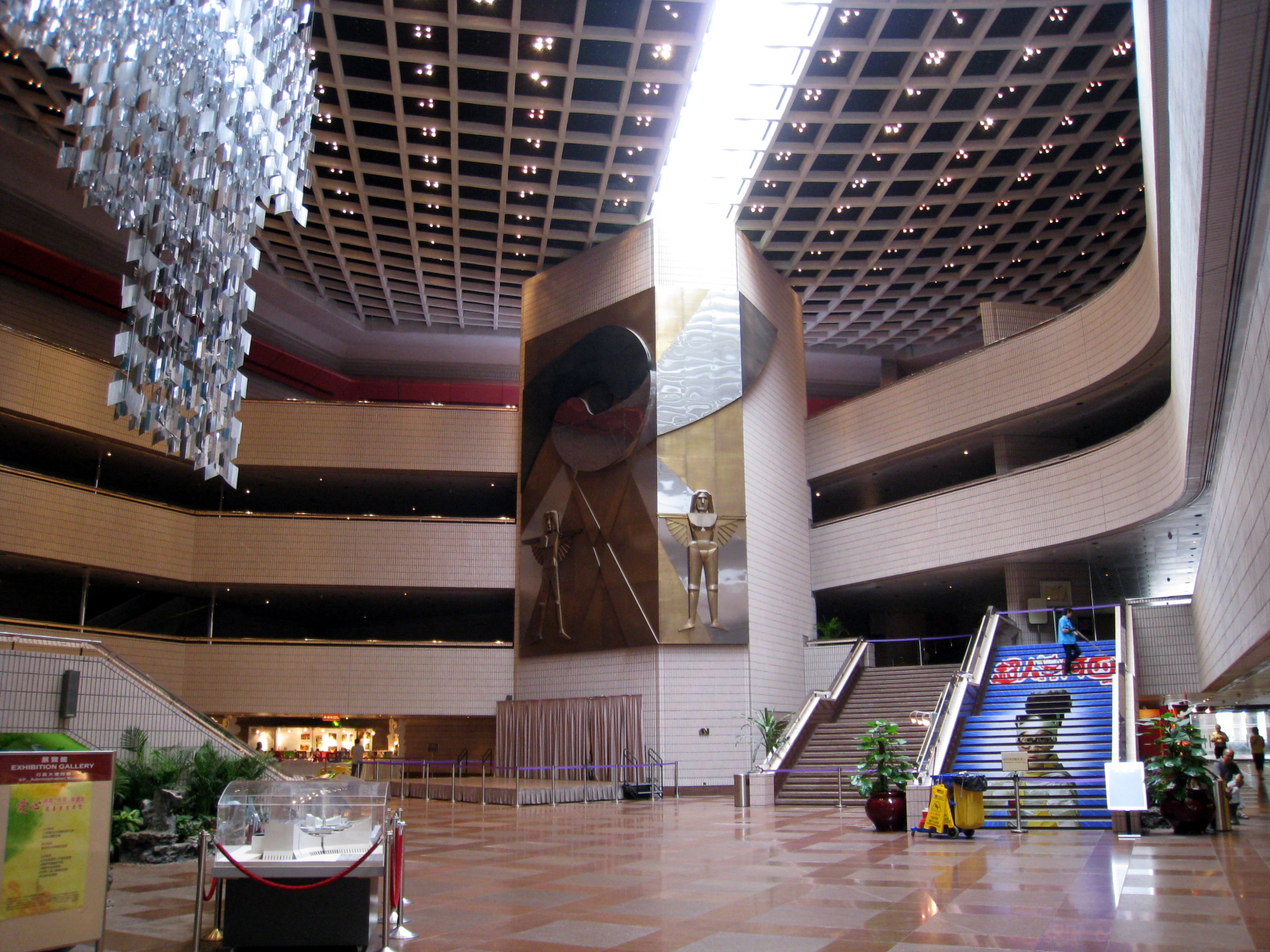
Hong Kong Cultural Centre Interno

L'Orchestra Filarmonica di Hong Kong (香港管弦樂團S), comunemente abbreviata in HKPO o HKPhil (港樂S), è la più grande orchestra sinfonica a Hong Kong. Creata nel 1947 come un'orchestra amatoriale sotto il nome di Sino-British Orchestra (中英管弦樂團), fu rinominata Orchestra Filarmonica di Hong Kong nel 1957 e divenne un'orchestra professionale nel 1974, con il finanziamento del governo.

## Storia

### Sino-British Orchestra
Sino-British Club era un'organizzazione fondata nel 1946, volta a promuovere l'armonia tra i diversi gruppi di Hong Kong (in particolare inglesi e cinesi nativi), attraverso attività culturali. Vari gruppi si trovavano nel club, compresi teatro, letteratura, cinema e musica.
Nel 1947, Anthony Braga, uno dei leader del gruppo musicale del Sino-British Club, suggerì di formare un'orchestra sinfonica per raccogliere strumentisti in città e offrire spettacoli musicali ai cittadini, in quanto la società si stava ancora riprendendo dalla seconda guerra mondiale. Furono trovati circa 20 musicisti dilettanti e si è formò rapidamente un'orchestra da camera. Le prove settimanali iniziarono in estate.
Solomon Bard, un violinista che aveva appena terminato la sua laurea in medicina nel Regno Unito, tornò ad Hong Kong nell'autunno del 1947 e fu invitato da Braga a essere il direttore d'orchestra. Bard accettò l'incarico e fece il suo debutto come direttore d'orchestra il 30 aprile 1948 nello St. Stephen's Girls' College.

### Arrigo Foa
Bard dopo il debutto continuò la direzione d'orchestra. Nel 1953 Bard ha invitato il violinista e direttore d'orchestra italiano Arrigo Foa a prendere in consegna l'orchestra e Bard lavorò come primo violino e vice direttore dell'Orchestra.
Foa era un musicista professionista che lavorava con la Shanghai Municipal Orchestra come primo violino nel 1919. Succedette a Mario Paci come direttore d'orchestra di Shanghai nel 1942, sotto l'occupazione giapponese. Foa migrò a Hong Kong nel 1953 e condusse subito l'orchestra. Ha diresse l'orchestra nell'esecuzione di un concerto applaudito dalla critica con il pianista Louis Kentner.
Sotto la formazione professionale di Foa, l'orchestra migliorò rapidamente e si guadagnò una reputazione più alta in città. Tra gli artisti che collaboravano c'erano il pianista Julius Katchen ed il violinista Ruggiero Ricci.

### Hong Kong Philharmonic Orchestra
Nel 1957 i membri dell'orchestra decisero di separare il gruppo dal Sino-British Club. In qualità di organizzazione indipendente, l'orchestra fu ribattezzata Hong Kong Philharmonic Orchestra e registrata come la Hong Kong Philharmonic Society. La maggior parte dei musicisti rimasero e Foa e Bard ricoprirono gli stessi incarichi nel nuovo complesso.
Nel 1974 la Hong Kong Philharmonic Orchestra divenne la prima orchestra professionale a Hong Kong, mentre il Sino-British Club fu chiuso nello stesso anno.
L'orchestra dà ora più di 140 spettacoli ogni anno ad un pubblico di oltre 180.000 ascoltatori. I musicisti di tutto il mondo che negli ultimi anni hanno collaborato con l'orchestra sono:
- pianisti Yuja Wang, Lang Lang, Yundi Li, Stephen Hough, Garrick Ohlsson, Ingrid Fliter, Haocheng Zhang, and Jean-Efflam Bavouzet
- violinisti Midori Gotō, Anne-Sophie Mutter, Vadim Repin, Ning Feng, and Tinwa Yang
- violoncellisti Jian Wang and Yo-Yo Ma
- vocalisti Hui He, Sumi Jo, Anna Caterina Antonacci, Deborah Voigt, Susan Graham, Simon O'Neill, Inger Dam-Jensen, Shenyang, and Matthias Goerne
- direttori ospiti Antoni Wit, Andreas Delfs, Christophe Rousset, Nicholas McGegan, David Zinman, Vladimir Ashkenazy, Lorin Maazel, Zhang Xuan, Yu Long, and Benjamin Northey

Nel giugno 2024 la Hong Kong Philharmonic Orchestra nomina Daniele Gatti come proprio Artistic Partner per progetti speciali.
Oltre a rappresentazioni classiche, l'orchestra di tanto in tanto si appare presentando pop star locali come Hacken Lee, Jacky Cheung, Frances Yip, Teresa Carpio, Leehom Wang and Hins Cheung.

## Record dei Tour
Nel febbraio 1986 la HKPO fece il suo debutto in un tour di diverse città della Repubblica Popolare Cinese, con il direttore Kenneth Schermerhorn ed i solisti Stephanie Chase (violino) e Li Jian (pianoforte). Nell'autunno del 1995 la HKPO ha viaggiato per nove città degli Stati Uniti e del Canada nel suo debutto in Nord America sotto la direzione di David Atherton. Nel 2003 l'orchestra ha fatto il suo debutto europeo con spettacoli al Barbican Hall di Londra, Belfast, Dublino e Parigi (Théâtre des Champs-Élysées).
L'orchestra ha terminato un tour di cinque paesi in Europe nel 2015, con esibizioni a Londra, Zurigo, Eindhoven, Birmingham, Berlino e Amsterdam, ed anche una esibizione filmata nel Musikverein di Vienna.

## Storia delle registrazioni
L'orchestra fece il suo debutto discografico con l'etichetta Philips nel 1978. Il suo repertorio comprende Butterfly Lovers' Violin Concerto e opere per orchestra cinesi selezionate, sotto la direzione di Hans Gunther Mommer. Nel 1980 l'orchestra ha fatto una serie di registrazioni per HK Records. Sono state registrazioni anche per l'etichetta Marco Polo dopo che Klaus Heymann ebbe fondato Naxos.
Sotto la direzione di David Atherton diverse registrazioni sono state pubblicate su Virgin Classics e GMN. Nel 1997, l'orchestra è stata citata nell'album Cielo Terra umanità:Symphony 1997 di Tan Dun (Sony Classical Records), come una celebrazione per la riunificazione di Hong Kong.
L'orchestra ha avviato un progetto di quattro anni nel 2015, diventando così la prima orchestra di Hong Kong e della Cina continentale ad eseguire L'anello del Nibelungo di Wagner. Le quattro opere saranno eseguite, una per ogni anno, in concerto e registrate dal vivo per l'etichetta Naxos.
Ogni anno l'orchestra tiene un concerto crossover con cantanti pop selezionati. Le registrazioni dal vivo vengono effettuate dopo ogni produzione. Dal momento del concerto di Michael Kwan (diretto da Joseph Koo) nel 1982, quella di maggior successo è stata la registrazione live del concerto con Jacky Cheung (diretto da Wing-Sie Yip) nel 1996.

## Sale per gli spettacoli
Dopo la riorganizzazione da Orchestra Sino-British in Hong Kong Philharmonic Orchestra nel 1957, l'orchestra suonò il primo concerto in Loke Yew Hall, l'Università di Hong Kong. La Concert Hall del Municipio di Hong Kong fu la sede delle esecuzioni dell'orchestra nei suoi primi anni. L'orchestra è stata la prima ad esibirsi nel Centro culturale di Hong Kong dopo l'apertura del locale nel 1989, partecipando alla celebrazione internazionale delle Arti, che fu un festival per aprire il centro. Da allora la Hong Kong Philharmonic è stata l'orchestra che si esibita più di frequente per nel locale. L'orchestra è diventata ufficialmente il partner locale dell'Hong Kong Cultural Centre nel 2009.
L'orchestra dà anche una performance annuale all'aperto, Symphony Under the Stars, il più grande concerto sinfonico all'aperto di Hong Kong, che attira migliaia di partecipanti ogni anno. I locali sono l'Happy Valley Racecourse e il New central Harbourfront.

## Direttori d'orchestra

### Orchestra Sino-British (1947-1957)
- 1947-1953 Solomon Bard
- 1953-1957 Arrigo Foa

### Orchestra Hong Kong Philharmonic (1957-1973)
- 1957-1969 Arrigo Foa
- 1969-1973 Kek-tjiang Lim

### Orchestra Hong Kong Philharmonic (1974-presente)

#### Direttori musicali
- 1974–1975 Kek-tjiang Lim
- 1977–1978 Hans-Gunther Mommer
- 1979–1981 Ling Tung
- 1984–1989 Kenneth Schermerhorn
- 1989–2000 David Atherton
- 2000–2003 Samuel Wong
- 2003-2005 Samuel Wong (Direttore Principale)
- 2004–2012 Edo de Waart (Direttore Artistico & Direttore Capo)
- 2012–present Jaap van Zweden

#### Artistic Partner
- 2024–present Daniele Gatti

#### Direttore Laureato
- 2000–2009 David Atherton

#### Principali Direttori ospiti
- 1982–1985 Maxim Shostakovich
- 1984–1993 Kenneth Jean
- 2015–2018 Yu Long

#### Direttori residenti
- 1984–1986 John Lau
- 1986–2000 Wing-sie Yip
- 2005-2006 Harmen Cnossen

#### Direttori Assistenti
- 2008-2010 Perry So
- 2016-present Vivian Ip
- 2016-present Gerard Salonga

#### Direttori Associati
- 2010-2012 Perry So